# Річард Кобден
Річард Кобден (3 червня 1804 — 2 квітня 1865) — англійський радикальний і ліберальний політик, фабрикант і борець за вільну торгівлю та мир. Він був пов'язаний з Лігою проти хлібних законів та Договором Кобдена-Шевальє .
У молодості Кобден був успішним комерційним мандрівником, який став співвласником високоприбуткової бязевої друкарні в Сабдені, але жив у Манчестері, місті, з яким згодом міцно ототожнював себе. Однак незабаром він почав більше займатися політикою, а його подорожі переконали його в перевагах вільної торгівлі (проти протекціонізму) як ключа до поліпшення міжнародних відносин.
У 1838 році він і Джон Брайт заснували Лігу проти хлібних законів, спрямовану на скасування непопулярних хлібних законів, які захищали інтереси землевласників, стягуючи податки на імпортовану пшеницю, таким чином підвищуючи ціни на хліб. Будучи членом парламенту з 1841 року, він боровся проти опозиції з боку міністерства Піла, і в 1846 році було досягнуто скасування.

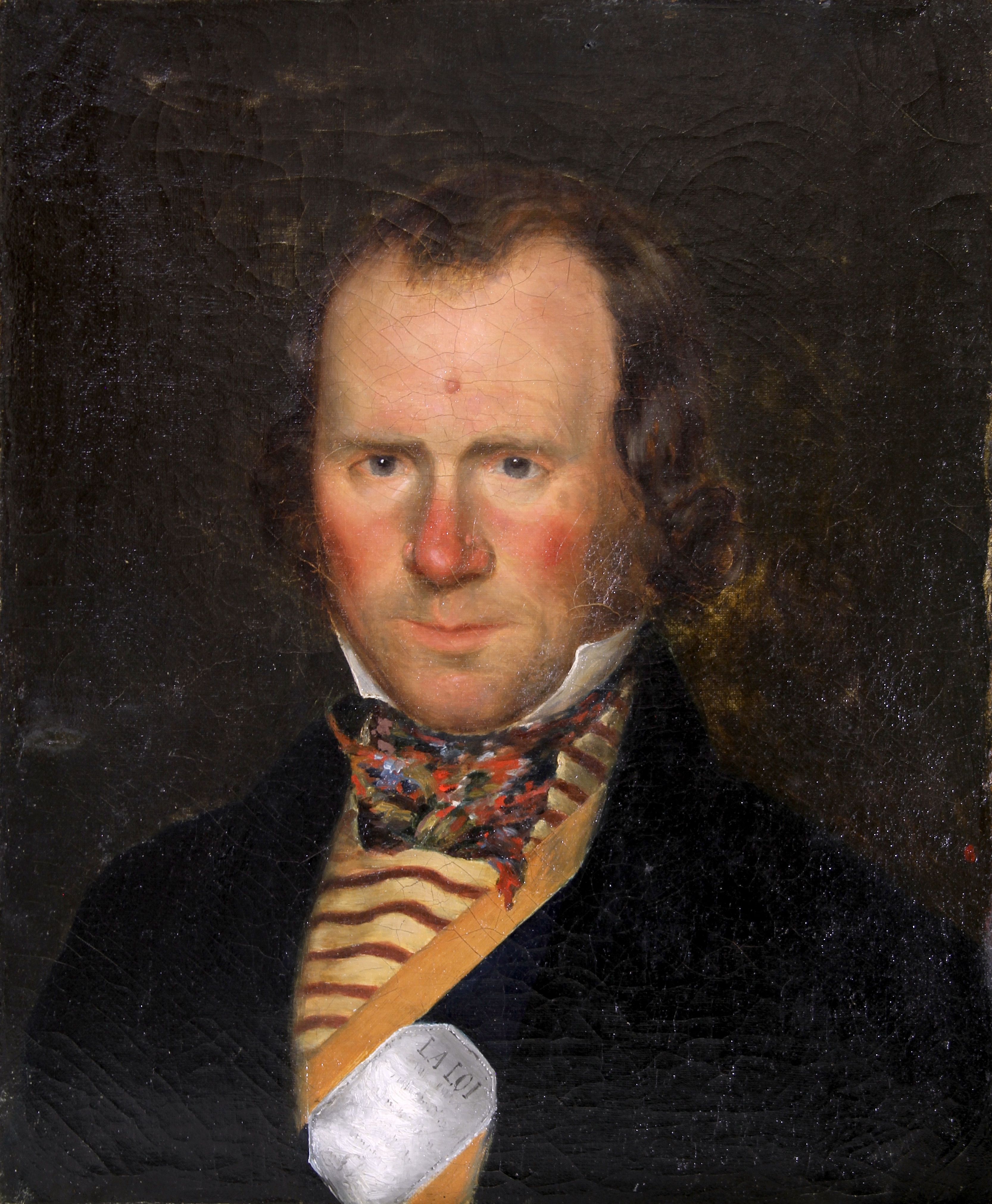
Річард Кобден із значком Посла з написом «La Loi», «The Law». Рисунок Арі Шеффера

Ще однією ініціативою щодо вільної торгівлі був Договір Кобдена-Шевальє 1860 року, який сприяв тіснішій взаємозалежності між Великою Британією та Францією. Ця кампанія була проведена у співпраці з Джоном Брайтом та французьким економістом Мішелем Шевальє і досягла успіху, незважаючи на ендемічну недовіру парламенту до французів.

## Життєпис

### Ранні роки
Кобден народився у фермерському будинку під назвою Данфорд, у Хейшоті поблизу Мідхерста, у Сассексі. Він був четвертим з 11 дітей, народжених Міллісент (уродженою Амбер) та Вільямом Кобденом. Його сім'я проживала в цьому районі протягом багатьох поколінь, займаючись торгівлею і сільським господарством. Його дід, Річард Кобден, володів млином Бекс у Хейшоті і був процвітаючим солодовником, який служив судовим виконавцем і головним суддею в Мідхерсті. Однак його батько Вільям залишив пивоваріння на користь фермерства, взявши на себе управління фермою Данфорд, коли Річард помер у 1809 році. Будучи поганим бізнесменом, він продав власність, коли ферма зазнала невдачі, і переїхав з родиною на меншу ферму в сусідньому Гуллардс-Оук. Умови не покращилися, і до 1814 року, після ще кількох переїздів, сім'я врешті-решт оселилася як фермери-орендарі у Вест-Меоні, поблизу Алтона в Гемпширі.
Кобден відвідував жіночу школу, а потім школу Боуз-Холл у Північному Райдінгу Йоркширу.

### Початок ділової кар'єри
У п'ятнадцять років він поїхав до Лондона на склад свого дядька Річарда Вейра Коула, де став комерційним мандрівником, що торгував мусліном і бязью. Його родич, помітивши палку пристрасть хлопця до навчання, урочисто застеріг його від потурання цій пристрасті, оскільки вона може стати фатальною перешкодою на шляху до успіху в комерційному житті. Кобден не розгубився і активно користувався бібліотекою Лондонського інституту. Коли бізнес його дядька зазнав невдачі, він приєднався до компанії Partridge & Price в Істчіпі, одним з партнерів якої був колишній партнер його дядька.
У 1828 році Кобден заснував власний бізнес разом із Шерифом і Джілетом, частково за рахунок капіталу Джона Льюїса, які діяли як лондонські агенти братів Форт, манчестерських бязевих друкарів. У 1831 році партнери намагалися орендувати фабрику Фортів у Сабдені, поблизу Клітеру, Ланкашир. Однак вони не мали достатнього капіталу. Кобден і його колеги настільки вразили керівництво Fort's, що воно погодилося залишити собі значну частку капіталу. Нова фірма процвітала і незабаром мала три підприємства — друкарню в Сабдені та торгові точки в Лондоні та Манчестері. Манчестерська філія перейшла під безпосереднє керівництво Кобдена, який оселився там у 1832 році, розпочавши тривалий зв'язок з містом. Він жив у будинку на Квей-стріт, який зараз називається Кобден-хаус. На місці його проживання встановлено меморіальну дошку. Успіх підприємства був рішучим і швидким, а «відбитки Кобдена» незабаром стали добре відомі своєю якістю.
Якби Кобден присвятив усю свою енергію бізнесу, він міг би незабаром стати дуже заможною людиною. Його заробіток у бізнесі зазвичай становив від 8 000 до 10 000 фунтів стерлінгів на рік. Однак, його життєва звичка до навчання та досліджень поглинала більшу частину його часу. Пишучи під псевдонімом Лібра, він опублікував багато листів у газеті «Манчестер Таймс», де обговорював комерційні та економічні питання. Деякі з його ідей сформувалися під впливом Адама Сміта.

### Перші публікації
У 1835 році він опублікував свій перший памфлет під назвою «Англія, Ірландія та Америка, написаний манчестерським фабрикантом»[6].
Кобден виступав за принципи миру, невтручання, скорочення витрат і вільної торгівлі, яких він продовжував вірно дотримуватися. Він здійснив візит до Сполучених Штатів, діставшись Нью-Йорка 7 червня 1835 року. Він присвятив цій подорожі близько трьох місяців, швидко проїхавши через приморські штати і прилеглу частину Канади, і зібравши по дорозі велику кількість інформації про стан, ресурси і перспективи нації. Інша робота з'явилася наприкінці 1836 року під назвою «Росія». Вона була покликана боротися з диким спалахом русофобії, інспірованим Девідом Уркгартом. Вона також містила сміливе звинувачення всієї системи зовнішньої політики, заснованої на ідеях балансу сил і необхідності великих озброєнь для захисту торгівлі.

### Подорож
Поганий стан здоров'я змусив його покинути Британію, і протягом кількох місяців, наприкінці 1836 та на початку 1837 року, він подорожував Іспанією, Туреччиною та Єгиптом. Під час свого візиту до Єгипту він мав інтерв'ю з Мухаммедом Алі, про якого, як про монарха-реформатора, у нього склалося не надто сприятливе враження. Він повернувся до Великої Британії у квітні 1837 р. У цей період він також відвідав Сполучені Штати.

### Перші кроки в політиці
Невдовзі Кобден став помітною фігурою в політичному та інтелектуальному житті Манчестера. Він виступав за заснування Манчестерського Атенею і виголосив промову на його інавгураційній церемонії. Він був членом торгової палати і брав участь у кампанії за інкорпорацію міста, будучи обраним одним з перших його олдерменів. Він також почав виявляти гарячий інтерес до справи народної освіти. Деякі з його перших спроб публічних виступів були на зустрічах, які він скликав у Манчестері, Солфорді, Болтоні, Рочдейлі та інших прилеглих містечках, щоб виступити за створення британських шкіл. Саме під час місії в Рочдейлі з цією метою він вперше познайомився з Джоном Брайтом. У 1837 році смерть Вільгельма IV і вступ на престол королеви Вікторії призвели до загальних виборів. Кобден балотувався в Стокпорт, але зазнав поразки.
Інші інтереси включали його дружбу з Джорджем Комбом і його участь у Манчестерському френологічному товаристві в 1830-х і 1840-х роках. У 1850 році він попросив Комба забезпечити френологічне навчання свого сина.

### Хлібні закони
Хлібні (зернові) закони — це податки на імпортне зерно, покликані утримувати високі ціни для виробників зерна у Великій Британії. Закони дійсно призвели до підвищення цін на продукти харчування і стали об'єктом опозиції з боку міських районів, які на той час мали набагато менше політичного представництва, ніж сільські райони Британії. Закони про зерно запроваджували високі імпортні мита, зменшуючи кількість зерна, що імпортувалося з інших країн, навіть в умовах дефіциту продовольства. Закони підтримували консервативні землевласники, а проти них виступали промисловці та робітники-віги. Ліга проти хлібних законів була відповідальна за те, щоб налаштувати громадськість і правлячий клас проти цих законів. Це був великий, загальнонаціональний моральний хрестовий похід середнього класу з утопічним баченням. Його провідним адвокатом був Річард Кобден. За словами історика Аси Бріггс, Кобден неодноразово обіцяв, що скасування закону вирішить чотири великі проблеми одночасно:
По-перше, це гарантувало б процвітання виробника, надаючи йому ринки збуту для його продукції. По-друге, це вирішило б «питання стану Англії», здешевивши ціни на продукти харчування і забезпечивши більш регулярну зайнятість. По-третє, це зробило б англійське сільське господарство більш ефективним, стимулюючи попит на його продукцію в міських і промислових районах. По-четверте, через взаємовигідну міжнародну торгівлю вона відкрила б нову еру міжнародного спілкування і миру. Єдиною перешкодою на шляху до цих чотирьох благотворних рішень був невігласький егоїстичний інтерес поміщиків, «олігархії, що оподатковує хліб, безпринципної, бездушної, хижої і грабіжницької».
У 1838 році в Манчестері була створена ліга, яка, за пропозицією Кобдена, стала національною асоціацією — Лігою проти хлібних законів. Протягом семи років існування ліги Кобден був її головним речником та натхненником. Він не боявся особисто зустрічатися з аграрними поміщиками або протистояти робітничому класу чартистів на чолі з Фіргусом О'Коннором.
У 1841 році сер Роберт Піль переміг кабінет міністрів Мельбурна в парламенті, відбулися загальні вибори, і Кобден був повернутий як новий член парламенту від Стокпорта. Його опоненти впевнено прогнозували, що він зазнає повного провалу в Палаті громад. Він не став довго чекати після свого входження до цієї асамблеї, щоб перевірити їхні прогнози. Парламент зібрався 19 серпня. 24-го, під час дебатів щодо промови королеви, Кобден виголосив свою першу промову. «Було помічено, — писала Гаррієт Мартіно у своїй «Історії миру», — що до нього не ставилися в Палаті з тією ввічливістю, яку зазвичай надають новому члену, і було зрозуміло, що він не потребував такого дотримання». Незважаючи на це, він просто і переконливо виклав свою позицію щодо «хлібних законів». Це поклало початок його репутації майстра у вирішенні питань.
21 квітня 1842 року, разом з 67 іншими депутатами, Кобден проголосував за пропозицію Вільяма Шармана Кроуфорда (однопартійця по Антикукурудзяному закону) створити комітет для розгляду вимог Народної хартії (1838): голоси для робітників, захищені таємним голосуванням.
17 лютого 1843 року Кобден розпочав атаку на Піла, покладаючи на нього відповідальність за жалюгідний і незадоволений стан робітників країни. Піл не відповів на дебати, але промова була виголошена в час загострення політичних почуттів. Едвард Драммонд, особистий секретар Піла, нещодавно був прийнятий за прем'єр-міністра і застрелений на вулиці божевільним. Однак пізніше ввечері Піль у збудженому і схвильованому тоні назвав це зауваження підбурюванням до насильства проти його особи. Партія торі Піла, вловивши цей натяк, прийшла в шалений стан збудження, а коли Кобден спробував пояснити, що він мав на увазі офіційну, а не особисту відповідальність, його заглушили.
Піл змінив свою позицію і в 1846 році закликав до скасування «хлібних законів». Кобден і Ліга готували цей момент роками, але в 1846 році вони відіграли незначну роль. Після агресивного політиканства Піла 16 травня 1846 року Палата громад 98 голосами проголосувала за скасування «хлібних законів». Піль сформував коаліцію консервативного керівництва і третина депутатів приєдналася до вігів, а дві третини консерваторів проголосували проти нього. Це розкололо партію торі Піла і призвело до падіння його уряду.
У своїй промові про відставку Піл відзначив Кобдена, як нікого іншого, за скасування «хлібних законів».

### Жертва, подорож і переселення
Кобден пожертвував своїм бізнесом, домашнім затишком і на деякий час навіть здоров'ям заради цієї кампанії. Тому його друзі вважали, що нація винна йому якийсь значний знак вдячності і захоплення за ці жертви. Громадська підписка зібрала суму у 80 000 фунтів стерлінгів. Якби його надихали особисті амбіції, він міг би розпочати політичні перегони з перспективою досягти найвищої посади. Лорд Джон Рассел, який невдовзі після скасування «хлібних законів» змінив Піла на посаді прем'єр-міністра, запросив Кобдена приєднатися до його уряду, але Кобден відхилив запрошення.

Кобден сподівався знайти за кордоном усамітнення для відновлення сил, але його слава поширилася по всій Європі, і він опинився в левовій частці радикального руху. У липні 1846 року він писав другові: «Я збираюся розповісти тобі про новий проект, який визрівав у моєму мозку. Я відмовився від думки поховати себе в Єгипті чи Італії. Я збираюся в агітаційне турне по європейському континенту». Він згадав про запрошення, які отримав з Франції, Пруссії, Австрії, Росії та Іспанії і додав,
Що ж, з Божою поміччю протягом наступних дванадцяти місяців я відвідаю всі великі держави Європи, зустрінуся з їхніми понтифіками чи державними діячами і буду намагатися впроваджувати в життя ті істини, які були непереборні в мене на батьківщині. Чому я маю іржавіти в бездіяльності? Якщо громадський дух моїх співвітчизників дозволить мені подорожувати як їхньому місіонерові, я буду першим послом від народу цієї країни до народів континенту. До цього мене спонукає інстинктивне почуття, яке ніколи мене не обманювало. Я відчуваю, що мені вдасться навести більш переконливі аргументи для країн Європи, які дотримуються заборон, щоб змусити їх прийняти більш вільну систему, ніж я мав тут, щоб скасувати нашу політику захисту.
Він відвідав послідовно Францію, Іспанію, Італію, Німеччину та Росію, і всюди його вшановували. Він не лише виступав на публічних демонстраціях, але й мав кілька приватних аудієнцій з провідними державними діячами. Під час його відсутності відбулися загальні вибори, і він був повернутий (1847) до Стокпорта і до Західного Райдингу Йоркширу. Він вирішив балотуватися від останнього.
У червні 1848 року Річард Кобден переїхав з родиною з Манчестера до Паддінгтона в Лондоні, зайнявши будинок на Вестборн Террас, 103. 1847 року він також викупив старий родинний будинок у Данфорді і в 1852 або 1853 році перебудував його, в якому жив до самої смерті.

### Пацифістська діяльність
Коли Кобден повернувся з-за кордону, він зайнявся тим, що здавалося йому логічним доповненням вільної торгівлі, а саме: сприянням миру і скороченням військово-морських озброєнь. Він був прихильником невтручання, а його відраза до війни перетворилася на пристрасть, і, по суті, його кампанії проти «хлібних законів» були мотивовані його вірою в те, що вільна торгівля є потужною силою миру і захисту від війни. Він свідомо наражав себе на ризик бути осміяним і звинуваченим в утопізмі. У 1849 році він вніс до парламенту пропозицію про міжнародний арбітраж, а в 1851 році — пропозицію про взаємне скорочення озброєнь. Ні в тому, ні в іншому випадку він не мав успіху, та й не сподівався на нього. З цією ж метою він долучився до низки мирних конгресів, які з 1848 по 1851 рік відбулися послідовно в Брюсселі, Парижі, Франкфурті, Лондоні, Манчестері та Единбурзі.
Виступаючи проти опіумних війн, Кобден стверджував, що так само, як «у работоргівлі ми [британці] перевершили весь світ, так і в іноземних війнах ми маємо найбільш агресивну, сварливу, войовничу і криваву націю під сонцем». У жовтні 1850 року він написав листа Джозефу Стерджу, в якому стверджував, що за останні 25 років «ви побачите, що ми були незрівнянно найбільш кровожерливою нацією на землі... в Китаї, Бірмі, Індії, Новій Зеландії, Капській провінції, Сирії, Іспанії, Португалії, Греції і т.д., навряд чи знайдеться країна, навіть найвіддаленіша, в якій ми не вели б війни і не диктували б свої умови під загрозою багнета». Кобден вважав, що британці, «найбільші кровопролиття з усіх», на той час брали участь у більшій кількості війн, ніж решта країн Європи разом узятих. У цьому Кобден звинувачував британську аристократію, яка, як він стверджував, «перетворила войовничість англійської раси на свої власні цілі».

У квітні 1852 року, коли британці оголосили війну Бірмі через жорстоке поводження бірманського уряду з двома британськими морськими капітанами, Кобден був «вражений» приводом для війни:
Я червонію за свою країну, і сама кров у моїх жилах холоне від обурення безглуздим нехтуванням будь-якої справедливості і пристойності, яке не було продемонстровано в наших діях по відношенню до цієї країни. Насильство і злочини, скоєні Пісарро або Кортесом, навряд чи були завуальовані більш прозорою претензією на правоту, ніж наша власна». Бірманці, продовжував Кобден, мали «не більше шансів проти нашого 64-фунтового розпеченого ядра та інших пекельних удосконалень у військовому мистецтві, ніж вони мали б, біжучи наввипередки на своїх дорогах проти наших залізниць... День, коли ми розпочали війну бомбардуванням ядрами, снарядами і ракетами..., що місцеві жителі, напевно, сприйняли як навалу дияволів, був Великодньою неділею!».
Кобден опублікував книгу «Як починаються війни в Індії: Витоки бірманської війни» 1853 року. У цій праці він теоретично пояснив, чому подібні суперечки зі Сполученими Штатами ніколи не закінчувалися війною. На думку Кобдена, причина полягала в тому, що «Америка сильна, а Бірма слабка... Британія не стала б діяти таким чином по відношенню до держави, здатної захистити себе».
Після встановлення Другої Французької імперії у 1851–1852 роках громадськість охопила жорстока паніка, підігріта пресою. Луї Наполеон був представлений як такий, що планує раптову піратську висадку на британське узбережжя без жодного приводу чи провокації. Серією промов і памфлетів у парламенті та поза ним Кобден намагався заспокоїти пристрасті своїх співвітчизників. Роблячи це, він пожертвував великою популярністю, яку здобув як поборник вільної торгівлі, і на деякий час став людиною, яку найбільше кривдили в Британії.
Однак через суперечку про релігійні святині Палестини, що виникла на сході Європи, громадська думка несподівано змінилася, і всі підозри та ненависть, спрямовані проти французького імператора, були перенаправлені з нього на російського імператора. Луї Наполеон був сприйнятий як вірний союзник Британії, і у вихорі народного піднесення нація була втягнута у Кримську війну.

Знову ж таки, всупереч суспільним настроям, Кобден, який подорожував Туреччиною і вивчав її політику, зневажливо ставився до закликів зберегти незалежність і цілісність Османської імперії. Він заперечував, що їх можна зберегти, і не менш рішуче заперечував, що це бажано. Він вважав, що заздрість до російської агресії і страх перед російською силою були абсурдними перебільшеннями. Він стверджував, що майбутнє європейської Туреччини знаходиться в руках християнського населення, і що для Британії було б мудріше об'єднатися з ним, а не з тим, що він вважав приреченою і занепадаючою ісламською державою. У Палаті громад він сказав
Ви повинні поставити собі, як люди розумні та енергійні, питання — що ви маєте робити з християнським населенням? Бо магометанство [іслам] не може бути збережене, і мені було б прикро бачити цю країну, яка бореться за збереження магометанства... Ви можете зберегти Туреччину на карті Європи, можете називати країну Туреччиною, якщо хочете, але не думайте, що ви зможете зберегти магометанське правління в країні.
Потік народних настроїв на користь війни був, однак, непереборним; і Кобден, і Джон Брайт були завалені лайкою. Карл Маркс писав: «І без повної відмови від законів Корану [стверджує опозиційний депутат Кобден] неможливо поставити християн Туреччини в рівність з турками». З таким же успіхом ми можемо запитати пана Кобдена, чи можна при існуючій державній церкві і законах Англії поставити її трудящих нарівні з Кобденами і Брайтами?".

### Друга опіумна війна
На початку 1857 року з Китаю до Британії дійшли звістки про розрив між британським повноважним представником у цій країні та губернатором провінції Кантон через невелике судно або лорчу під назвою «Стріла», внаслідок чого британський адмірал зруйнував річкові форти, спалив 23 кораблі, що належали цинському флоту, та піддав бомбардуванню місто Кантон. Після ретельного вивчення офіційних документів Кобден переконався, що це були абсолютно неправедні дії. Він висунув відповідну пропозицію в парламенті, що призвело до довгих і пам'ятних дебатів, які тривали більше чотирьох ночей, в яких його підтримали Сідні Герберт, сер Джеймс Грем, Вільям Гладстон, лорд Джон Рассел і Бенджамін Дізраелі, і які закінчилися поразкою лорда Палмерстона більшістю в шістнадцять голосів.
Але цей тріумф коштував йому місця в парламенті. Після поразки лорда Пальмерстона Кобден став кандидатом від Хаддерсфілда, але виборці цього міста віддали перевагу його опоненту, який підтримував російську війну і схвалював події в Кантоні. Таким чином, Кобден відійшов у приватне життя і, усамітнившись у своєму заміському будинку в Данфорді, проводив час у повному задоволенні, обробляючи свою землю і годуючи свиней.
Він скористався цим сезоном відпочинку, щоб знову відвідати Сполучені Штати. Під час його відсутності відбулися загальні вибори 1859 року, на яких він повернувся в Рочдейл без опонентів. Лорд Пальмерстон знову став прем'єр-міністром, і, виявивши, що передову ліберальну партію не так легко «розчавити», як він думав, він зробив натяки на примирення і запросив Кобдена і Томаса Мілнера Гібсона стати членами його уряду. У відвертому, сердечному листі, який був вручений Кобдену після його висадки в порту Ліверпуля, лорд Пальмерстон запропонував йому роль президента Торгової ради з місцем у кабінеті міністрів. Багато його друзів наполегливо переконували його прийняти цю пропозицію, але він без жодних вагань вирішив відмовитися від запропонованої честі. Прибувши до Лондона, він відвідав лорда Пальмерстона і з граничною відвертістю сказав йому, що так часто публічно виступав проти нього і засуджував його, і що він все ще так сильно розходиться з його поглядами, особливо в питаннях зовнішньої політики, що не може, не порушуючи власного почуття обов'язку і послідовності, служити під його керівництвом на посаді міністра. Лорд Пальмерстон добродушно намагався боротися з його запереченнями, але безуспішно.

### Договір Кобдена-Шевальє
Хоча Кобден відмовився розділити відповідальність за урядування лорда Пальмерстона, він був готовий діяти як його представник у просуванні більш вільних комерційних відносин між Британією та Францією. Але переговори з цією метою він розпочав сам, спільно з Брайтом і Мішелем Шевальє. Наприкінці 1859 року він звернувся до лорда Пальмерстона, лорда Джона Рассела і Гладстона і заявив про свій намір відвідати Францію і вступити в контакт з Наполеоном III і його міністрами з метою просування цієї мети. Ці державні діячі в загальних рисах висловили своє схвалення його наміру, але він поїхав повністю на свій власний рахунок, не маючи спочатку ніяких офіційних повноважень. Після прибуття до Парижа він мав тривалу аудієнцію у Наполеона, під час якої навів багато аргументів на користь усунення перешкод, що заважали двом країнам стати більш залежними одна від одної, і йому вдалося справити на нього значне враження на користь вільної торгівлі. Потім він звернувся до французьких міністрів і мав багато серйозних розмов, особливо з Еженом Руером, який, на його думку, був дуже схильний до економічних і комерційних принципів, які він обстоював. Після тривалого часу, проведеного в цих попередніх і неофіційних переговорах, питання про торговий договір між двома країнами вийшло на дипломатичну арену, і британський уряд попросив Кобдена виступити своїм повноважним представником у цьому питанні разом з Генрі Уеллеслі, 1-м графом Коулі, своїм послом у Франції. Але це виявилося дуже довгим і копіткою справою. Йому довелося боротися з запеклою ворожістю французьких протекціоністів, що спричинило чимало коливань з боку імператора та його міністрів. Були також затримки, вагання і ухиляння вдома, які були ще більш незрозумілими.
Крім того, він зазнав жорстоких нападів з боку впливової частини британської преси, а велика кількість дрібних деталей, з якими йому довелося мати справу у зв'язку з пропонованими змінами у французькому тарифі, вимагала від нього терпіння і наполегливості, що налякало б і менш рішучу людину. Але було одне джерело збентеження, яке перевершувало всі інші. Сильним мотивом, який спонукав його взятися за цю справу, було його палке бажання встановити більш дружні відносини між Британією та Францією і розвіяти почуття взаємних ревнощів і тривоги, які так часто спалахували і ставили під загрозу мир між двома країнами. Це був найпотужніший аргумент, яким він переконував імператора і членів французького уряду, і який він вважав найефективнішим у спілкуванні з ними. Але в той час, коли він був у розпалі переговорів, лорд Пальмерстон висунув у Палаті громад заходи щодо зміцнення військово-морських арсеналів Британії, які він представив у войовничій промові, гостро спрямованій проти Франції, як джерела небезпеки вторгнення і нападу, від якого необхідно було охоронятися. Це викликало роздратування і обурення в Парижі, і якби не вплив, якого набув Кобден, і повна довіра до його щирості, переговори, ймовірно, були б повністю провалені. Однак, нарешті, після майже дванадцяти місяців безперервної праці, робота була завершена в листопаді 1860 року. «Рідкісним привілеєм, — сказав пан Гладстон, — є те, що людина, яка чотирнадцять років тому надала своїй країні одну сигнальну послугу, тепер знову, протягом такого ж короткого періоду життя, не відзначена ні землею, ні титулом, не маючи жодного знаку, який би відрізняв її від людей, яких вона любить, отримала можливість виконати ще одну велику і пам'ятну послугу своєму суверену і своїй країні».
Після завершення цієї роботи уряди обох країн, яким він так багато приніс користі, надали Кобдену почесті. Лорд Пальмерстон запропонував йому баронство і місце в таємній раді, а імператор Франції з радістю нагородив би його якимось видатним знаком своєї прихильності. Але з притаманною йому безкорисливістю і скромністю він відмовився від усіх цих почестей.
Зусилля Кобдена у просуванні вільної торгівлі завжди були підпорядковані тому, що він вважав найвищими моральними цілями: сприянню миру на землі та доброзичливості між людьми. Це було його бажанням і надією щодо торговельного договору з Францією. Тому він був глибоко розчарований і засмучений, побачивши, що старе почуття недовіри все ще активно розпалюється пресою і деякими провідними політиками країни. У 1862 році він опублікував памфлет під назвою «Три паніки», метою якого було простежити історію та викрити безглуздість тих періодичних нападів тривоги щодо французьких проектів, якими Британія страждала протягом попередніх п'ятнадцяти чи шістнадцяти років.

### Громадянська війна в США
Коли загрожувала вибухнути Громадянська війна в США , Кобден був глибоко засмучений, але після того, як конфлікт став неминучим, його симпатії були повністю на боці Союзу, оскільки Конфедерація боролася за рабство. Тим не менш, його найбільше турбувало, щоб британська нація не стала на негідний шлях під час цієї боротьби. Коли відносини зі Сполученими Штатами стали критичними і загрозливими внаслідок грабунків, скоєних проти Сполучених Штатів через допомогу Конфедерації з боку блокадників і торгових рейдерів Конфедерації, що виходили з британських портів, відповідно, дії, які призвели б до післявоєнних претензій на Алабаму, він поставив це питання перед Палатою громад у серії промов з рідкісною ясністю і силою.

### Характер і мотивація
З ранніх років Кобден вирізнявся енергійністю та товариськістю, а також прагненням пізнавати та розуміти особливості світу, що залишилося з ним на все життя. У нього було багато друзів з різних верств суспільства.
Дізраелі хвалив Кобдена за його ретельне мистецтво уникати доводити свої аргументи до крайнощів, що було одним із секретів його надзвичайної переконливості.
Кобден, можливо, був розчарований тим, що поліпшення матеріального добробуту не принесло морального вдосконалення. Наприкінці свого життя він писав: «Нації ще не навчилися терпіти процвітання, свободу і мир. Вони навчаться цього у вищому стані цивілізації. Ми думаємо, що ми є цими вищими щаблями цивілізації.»

## Смерть
Кілька років Кобден хворів на подразнення бронхів і утруднене дихання. Через це він провів зиму 1860 року в Алжирі, а кожну наступну зиму обмежувався домом, особливо в сиру і туманну погоду. Він продовжував інтелектуально займатися пошуком міжнародного миру та іншими темами. 2 квітня 1865 року він мирно помер у своїй квартирі в Лондоні. Він був похований у церкві Вест-Левінгтон у Західному Сассексі 7 квітня. Велика похоронна процесія зібралася на Кокінг-Козуей, щоб пройти до церкви за милю звідти. Його могила була оточена великим натовпом скорботних, серед яких були Гладстон, Брайт, Мілнер Гібсон, Чарльз Вільєрс та багато інших людей з усіх куточків країни.

### Вшанування
На наступний день після його смерті лорд Пальмерстон сказав, що «Палата не може приступити до роботи, якщо кожен член не згадає про велику втрату, якої зазнала Палата і країна в результаті події, що сталася вчора вранці». Дізраелі сказав, що вердикт нащадків буде таким, що Кобден був найбільшим політичним діячем, якого коли-небудь породив чистий середній клас цієї країни, і що він «був прикрасою Палати громад і честю для Англії».
У Французькому законодавчому корпусі віце-президент Форкад Ла Рокетт також згадав про його смерть, і з усіх боків лунали теплі слова пошани і аплодисменти. «Смерть Річарда Кобдена, — сказав М. ла Рокетт, — це не тільки нещастя для Англії (Великобританії), але й причина жалоби для Франції і всього людства». Міністр закордонних справ Франції Друен де Люїс присвятив його смерті спеціальну депешу, бажаючи, щоб французький посол висловив уряду «скорботне співчуття і справді національний жаль, які викликала смерть Річарда Кобдена, настільки ж скорботна, як і передчасна, по той бік Ла-Маншу ... Він, — додав він, — в наших очах є перш за все представником тих настроїв і тих космополітичних принципів, перед якими зникають національні кордони і суперництво; будучи по суті своєї країни, він все ж більше належав своєму часу; він знав, що взаємні відносини можуть досягти в наш час для процвітання народів. Кобден, з дозволу сказати, був людиною інтернаціональною".
Лібертаріанський історик Ральф Райко назвав Кобдена «найвидатнішим класичним ліберальним мислителем з міжнародних питань».

## Особисте життя
У 1840 році Кобден одружився з Кетрін Енн Вільямс, валлійкою. У них було п'ятеро доньок, які вижили. З них Джейн, британський ліберальний політик, вийшла заміж за видавця Томаса Фішера Анвіна і була відома як місіс Кобден Анвін; Еллен була опублікованою письменницею і першою з трьох дружин художника Волтера Сікерта; а Енн вийшла заміж за палітурника Т. Д. Сандерсона, і він додав її прізвище до свого. 1856 року їхній єдиний син помер у віці 15 років після нетривалої хвороби на скарлатину, ще двоє дітей померли у дитинстві.
Кобден був відданий своїй родині, хоча його публічне життя поглинало його самого.